# Felipe Arregui
Felipe Arregui (9 de junio de 1994 en Rosario, Argentina) es un jugador argentino de rugby que juega en la posición de pilar. Actualmente juega en Duendes Rugby Club del Torneo Regional del Litoral.
Integró las selección argentina juvenil M20 que disputó Campeonato Mundial de Rugby Juvenil 2014 y la selección argentina B (Argentina XV-Jaguares) con la que salió campeón del Americas Rugby Championship en 2016.

## Carrera
Felipe Arregui se formó en las divisiones infantiles y juveniles del Duendes Rugby Club de la Unión de Rugby de Rosario. 
En 2013 fue convocado por la Unión Argentina de Rugby (UAR) para integrar la selección juvenil M19. En 2014 integró la selección juvenil M20 Los Pumitas que disputó el Campeonato Mundial de Rugby Juvenil 2014.
En 2016 fue contratado por la Unión Argentina de Rugby para integrar la franquicia de Jaguares en el torneo de Super Rugby. Jugó seis partidos, promediando 30 minutos. En octubre de 2016 firmó con Edinburgh del Pro12. Para luego una vez finalizado el contrato, en este 2017 volver a formar parte de Jaguares.